# Thorner Nachrichten
Die Thorner Nachrichten (Eigenschreibung Thorner Nachrichten – Heimatzeitung der Patenstadt Lüneburg für die Thorner aus Stadt und Land) ist eine deutsche Zeitung. Sie erscheint zweimal im Jahr in Lüneburg und ist das Bundesorgan der Artushof-Vereinigung e. V. und des Heimatkreises Thorn Stadt und Land. Herausgeber und Chefredakteur ist Michael Sodtke.

## Zielgruppe
Die Zeitung wendet sich nach eigenem Verständnis an wertkonservative Leser aller Regionen, Altersgruppen und sozialer Schichten. Das Blatt setzt sich für die Rechte der Heimatvertriebenen ein, ein Großteil seiner Leser stammt aus der Stadt Thorn in Westpreußen und dem Thorner Landkreis. Des Weiteren beschäftigt sich die Artushof-Vereinigung e. V. mit Ahnen- und Familienforschung (Genealogie) sowie mit der Kulturgeschichte der ehemaligen Hanse- und Ordensstadt Thorn an der Weichsel. Alle zwei Jahre veranstaltet sie das Thorner Treffen in Lüneburg und eine Studienreise nach Polen, insbesondere ins ehemalige Westpreußen. Und jedes Jahr findet an unterschiedlichen Orten eine kulturhistorische und genealogische Jahrestagung statt.
Im Artushof-Verlag erschien 1981 das Jahrbuch 750 Jahre Thorn an der Weichsel.

## Leser
Die Artushof-Vereinigung e. V. hat augenblicklich etwa 600 Mitglieder.

siehe auch:
- Artushof Thorn
- Thorn an der Weichsel
- Landkreis Thorn